# Comunità degli italiani di Albona

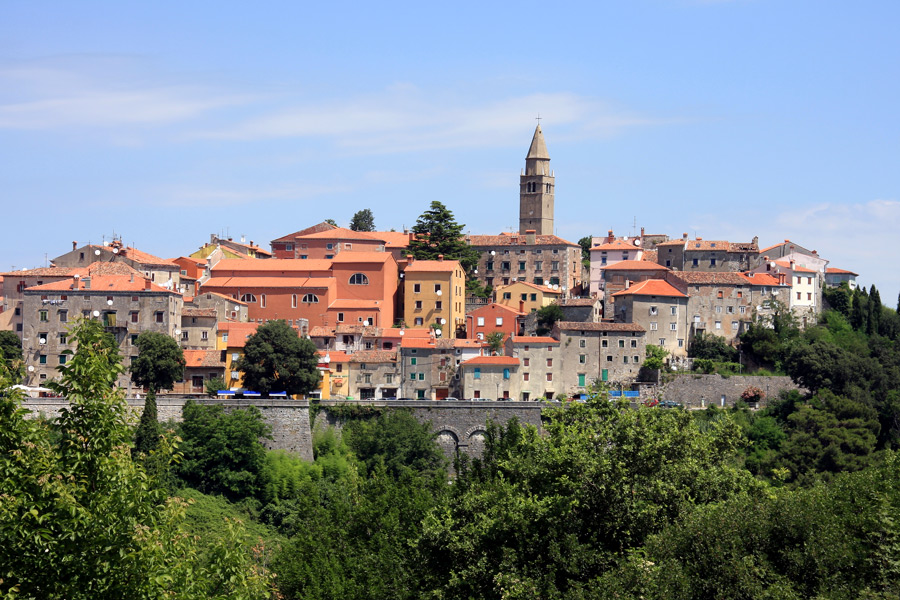
Veduta del centro storico di Albona

La comunità degli italiani di Albona (in croato: Zajednica Talijana Labin) è una delle comunità storiche dell'Unione italiana, attiva dal 1947  ha resistito per decenni alla politica anti-italiana senza mai cessare la propria attività.

## Descrizione
La sede è situata da sempre all'interno di un palazzo molto ampio in pieno centro storico. La sede è composta da una sala riunioni, una sala prove con annesso spogliatoio, una biblioteca ricca di volumi in lingua italiana e non, sala di presidenza e servizi; annesso al palazzo vi è un teatro settecentesco spesso utilizzato dalla CI per spettacoli e ricevimenti.
Presso la CI i soci possono disporre di diverse attrezzature come PC, fotocopiatrice, televisore e videoregistratore, impianto di amplificazione e videoproiettore.
Attive diverse sezioni del coro, portato avanti dalla professoressa Sabrina Stemberga; di notevole importanza l'attività teatrale.
A seguito dell'apertura della scuola materna in lingua italiana si sente il desiderio della riapertura della locale scuola elementare italiana, chiusa nel 1960 a seguito della forte politica assimilatrice. Essendo l'unica comunità degli italiani operativa nel territorio albonese vi affluiscono non solo gli italiani di Albona ma quelli residenti nei comuni limitrofi di Arsia, Santa Domenica, Chersano e Pedena.
In collaborazione con la Società Dante Alighieri viene mensilmente prodotto il periodico Il gazzettino della Dante Albonese.
I soci con diritto di voto sono 1078 (dati UI 2010).